# PAL Express
The Heart of the Filipino

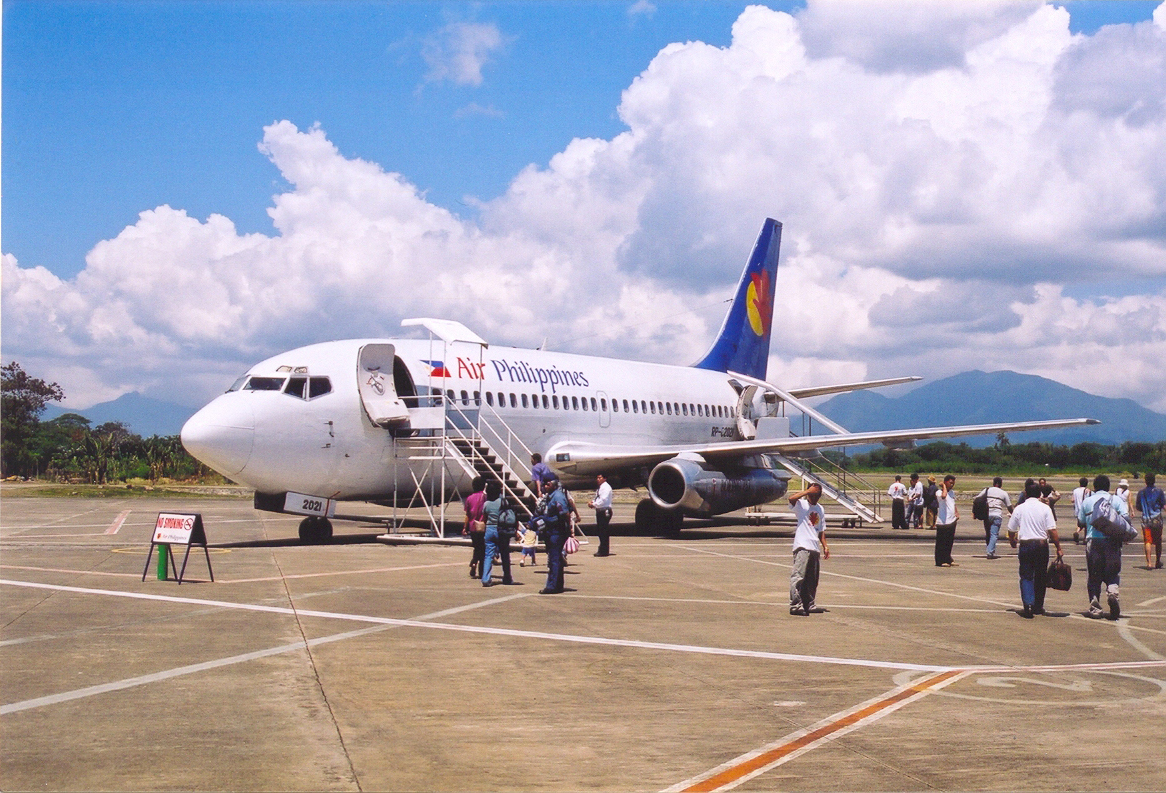
Appareil d'Air Philippines (2003)

PAL Express, anciennement Air Philippines et Airphil Express est une compagnie aérienne des Philippines.
Initialement compagnie indépendante volant sous la bannière d'Air Philippines en 1995, elle est rachetée par sa concurrente Philippine Airlines à la suite de déboires financiers. D'abord renommée Airphil Express, le PDG de la société-mère décide en 2013 de réorienter la compagnie sous la bannière de PAL Express, en adoptant le modèle low-cost, en réponse à son grand rival Cebu Pacific Air, et sa compagnie à bas prix Cebgo.
Elle dessert 18 destinations avec plus de 60 vols quotidiens à partir de Manille.

## Histoire

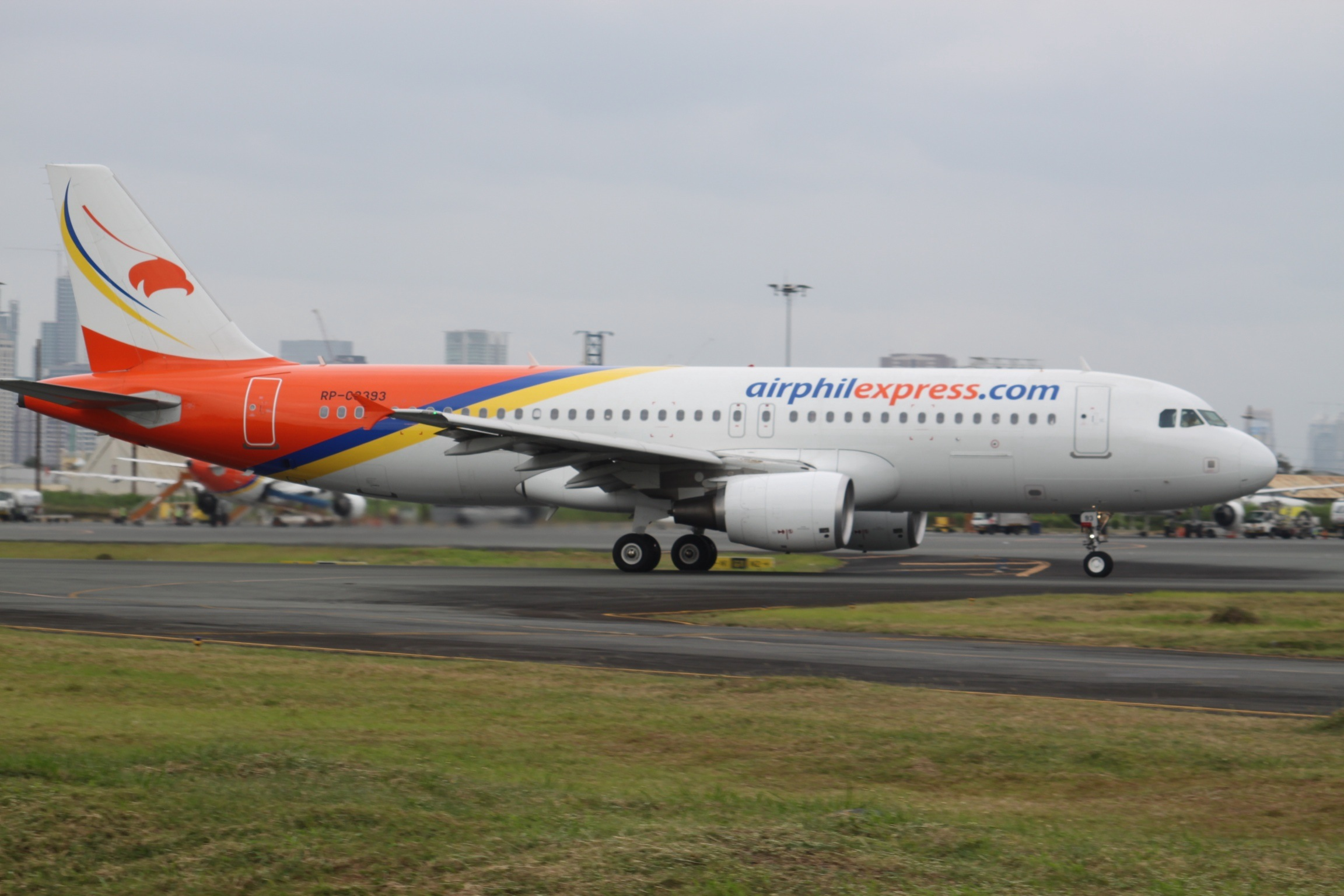
Airbus A320 d'Airphil Express

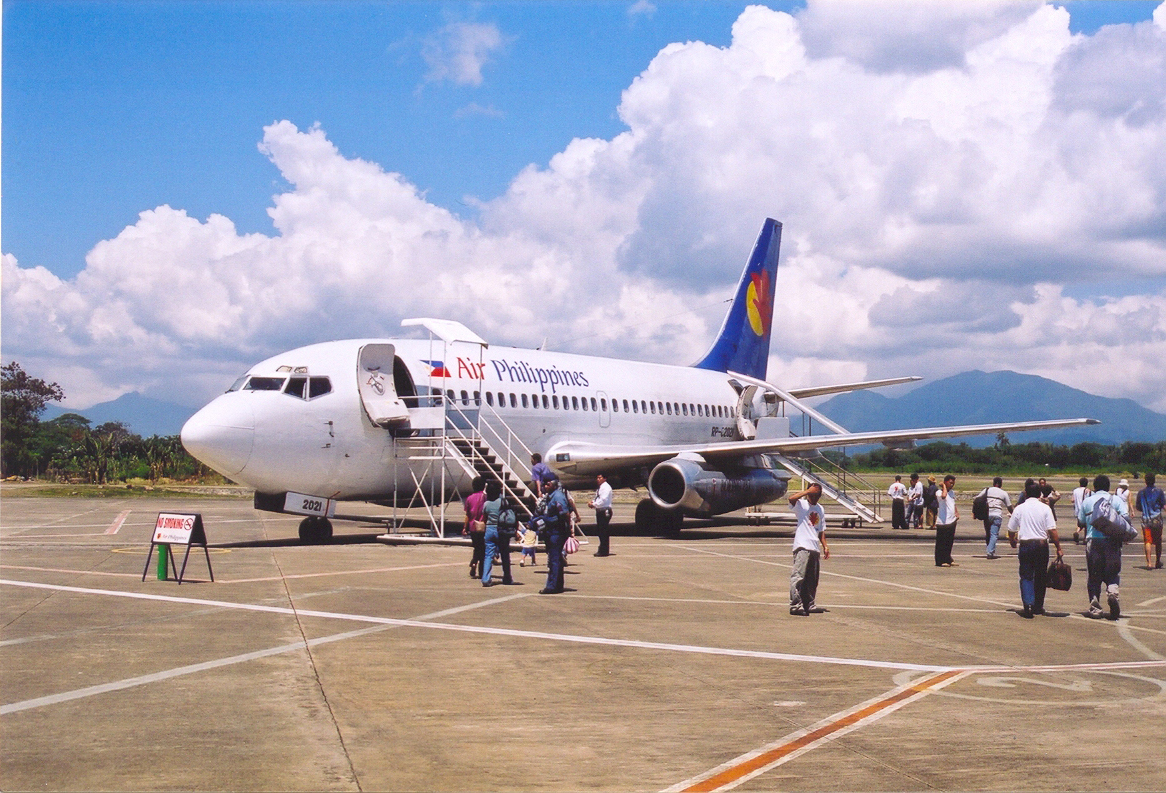
Boeing 737-200 d'Air Philippines à l'Aéroport international de Puerto Princesa

- le 13 février 1995 : fondation de la compagnie à Subic, Zambales (capital autorisé : 500 M PHP).
- le 9 août 1995 : autorisation à opérer des vols réguliers intérieurs.
- le 19 octobre 1995 : enregistrée comme une entreprise de Subic Bay.
- le 9 décembre 1995 : livraison du premier Boeing 737-200.
- le 31 janvier 1996 : inauguration des opérations d'Air Philippines.
- le 1er février 1996 : premiers vols commerciaux avec une autorisation temporaire vers Subic (2 fois), Iloilo (une fois) et Zamboanga (une fois).
- 2003: La compagnie est rebaptisée PAL Express*

## Flotte

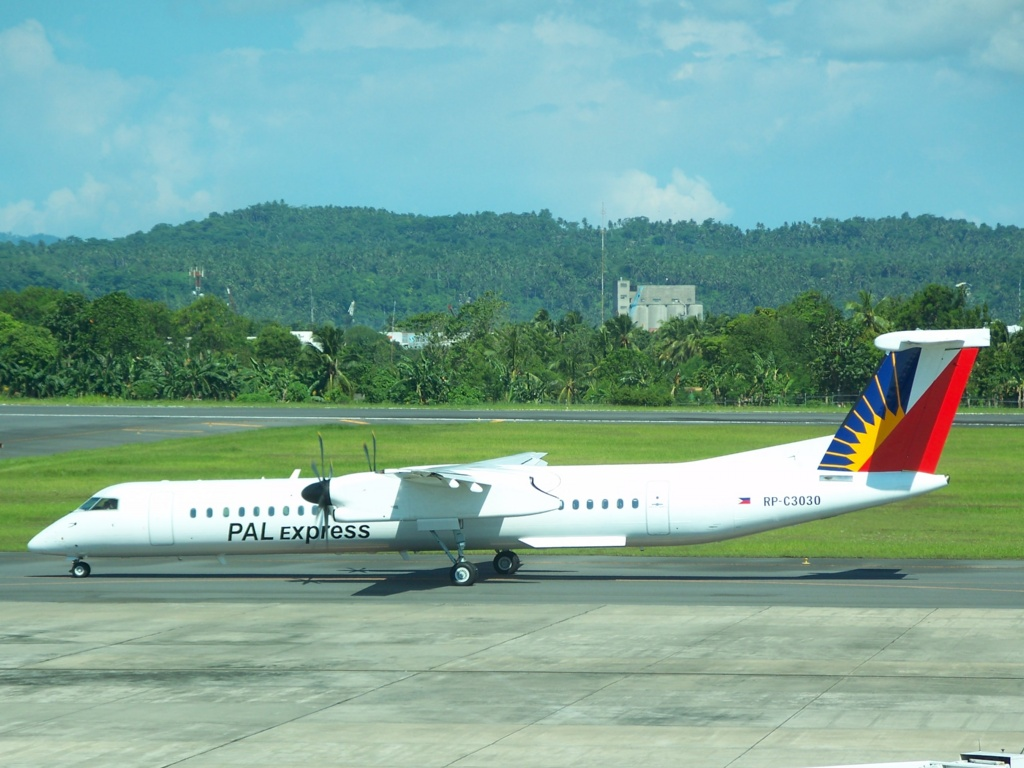
Bombardier Dash 8 Q400 de PAL Express à l'Aéroport international Francisco Bangoy, Davao. (2008)

La flotte de PAL Express comprend les appareils suivants (en août 2016) :